# El Rosario (Guatemala)
La Aldea El Rosario en Guatemala, pertenece al municipio de Río Hondo en el departamento de Zacapa sobre el kilómetro 150 de la Carretera al Atlántico Jacobo Arbenz Guzmán CA-9.  El Rosario se encuentra localizado en la Microrregión III del municipio de Río Hondo, y es la sede o centro de convergencia de dicha microrregión.

## Historia

### Primeros pobladores en Zacapa
Los pobladores originarios de este territorio estaban constituidos por tres grupos étnicos:
- Ch’orti’s
- Pipiles
- Alaguiles

### Colonia española

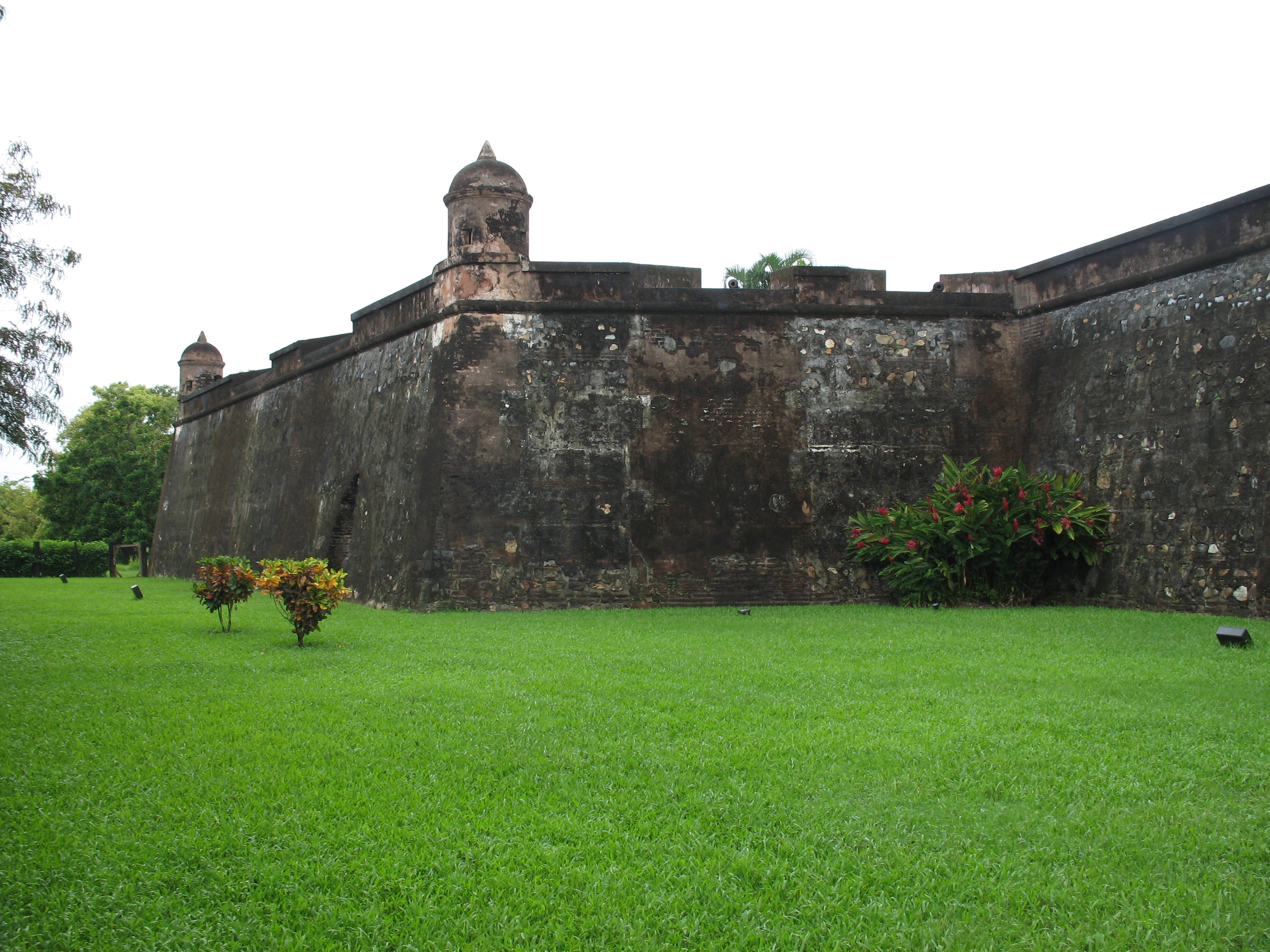
Castillo de San Fernando de Omoa. Único puerto en el Atlántico durante la Colonia Española (1524-1821).

Durante la colonia española (1524-1821), el único puerto en la costa del Atlántico cercano a lo que actualmente es Guatemala era el Puerto de Omoa, en la actual Honduras, a donde llegaban todos los productos proveniente de Europa, y de donde salían las exportaciones de añil y grana hacia el Viejo Continente; para llegar a la provincia de Guatemala, se utilizaban naves pequeñas, que llevaban los productos que dicha provincia necesitaba o exportaba. Ya en Guatemala, los pequeños barcos entraban por el Río Motagua, el cual era navegable hasta el lugar conocido como Gualán, en la actual Zacapa; luego, los productos eran transportados en embarcaciones ligeras llamadas «piraguas» hacia el pueblo de Tocoy Tzima en el actual departamento de El Progreso para finalmente ser transportados a la Ciudad de Guatemala en yuntas.  A lo largo de ese camino fluvial, se iban formando pequeñas poblaciones a orillas del río, en donde se iban radicando pobladores que poco a poco iban estableciéndose tierra adentro.

### Fundación de El Rosario

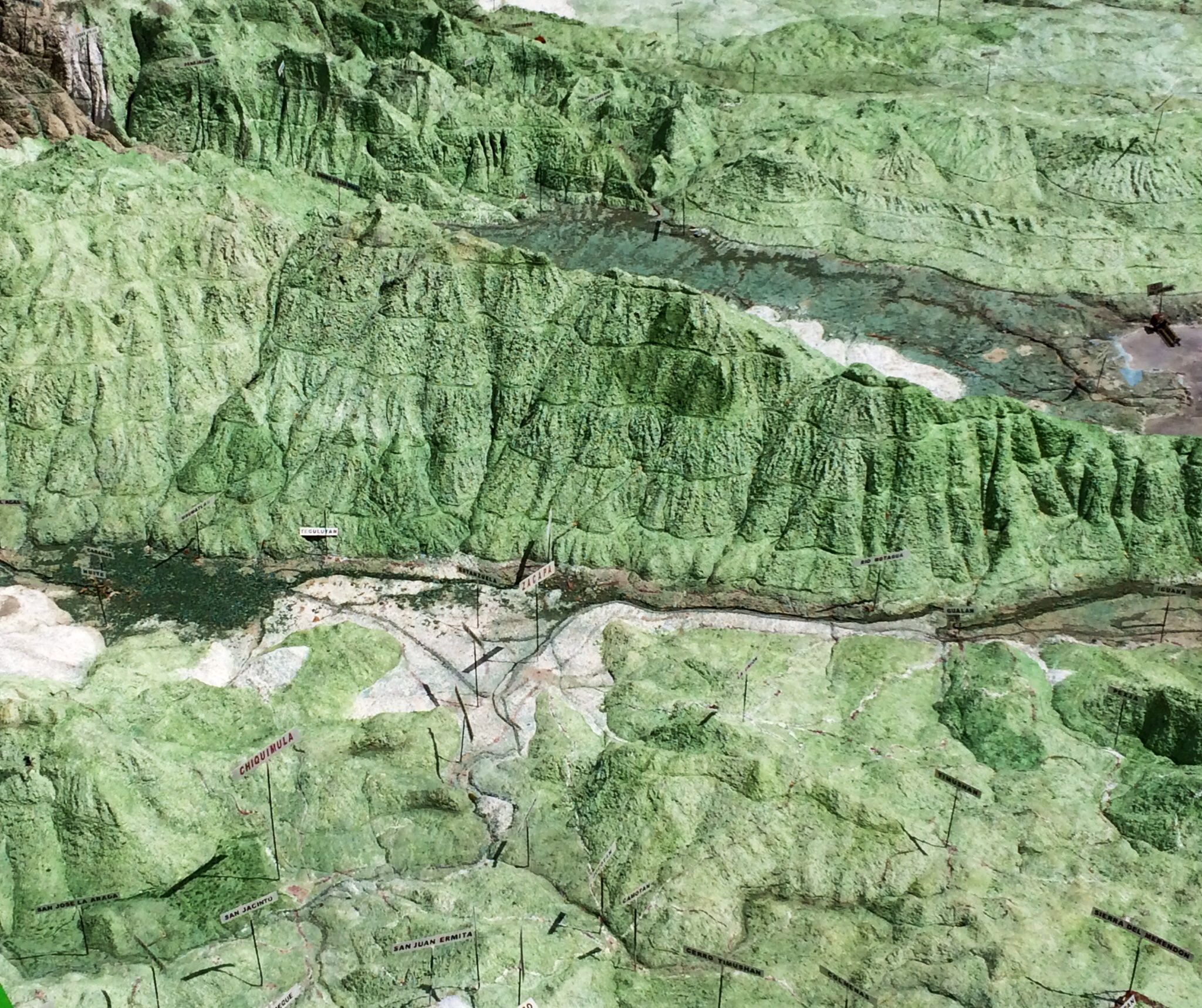
Sierra de Las Minas, río Motagua y río Polochic tal y como se aprecian en el Mapa en Relieve de Guatemala. El Rosario está ubicado a la orilla del río Motagua en el mapa.

En el área de Río Hondo, se radicaron los españoles Francisco Rivera y Juan Ponce de León, y el francés Salvatore Darbelin. Salvatore Darbelin y su hijo, Salvador Paz Darbelin, eran devotos católicos, y establecieron un oratorio en su propiedad. Por su parte, Juan Ponce de León era un sacerdote católico y visitaba a Paz Darbelin con frecuencia a su finca Los Llanos, aprovechando el oratorio de éste para rezar el rosario durante cada una de sus visitas.  Poco a poco, los pobladores empezaron a asistir al oratorio en peregrinación, aprovechando la devoción y dedicación del padre Ponce de León.
El nombre finca El Rosario se originó debido a que los pobladores que peregrinaban hasta el oratorio ya no decían «vamos a rezar» sino se limitaban a decir únicamente «¡Vamos al Rosario!», y Paz Darbelin decidió cambiarle el nombre a su finca Los Llanos por El Rosario. Poco a poco fueron llegando más peregrinos, y la casa de la finca de Paz Darbelin resultaba ya insuficiente para que éstos pernoctaran antes de regresar a su lugares de origen al día siguiente de rezar.  Paz Darbelin les cedió entonces un porción de tierra cerca del oratorio para que hicieran unas viviendas sencillas y así pasaran las noches antes de emprender el regreso a sus hogares; con el paso del tiempo, se fueron quedando en ese albergue cada vez más personas hasta formar un caserío con casitas sencillas de palma, conocidas en Guatemala como “ranchitos”.

## Infraestructura

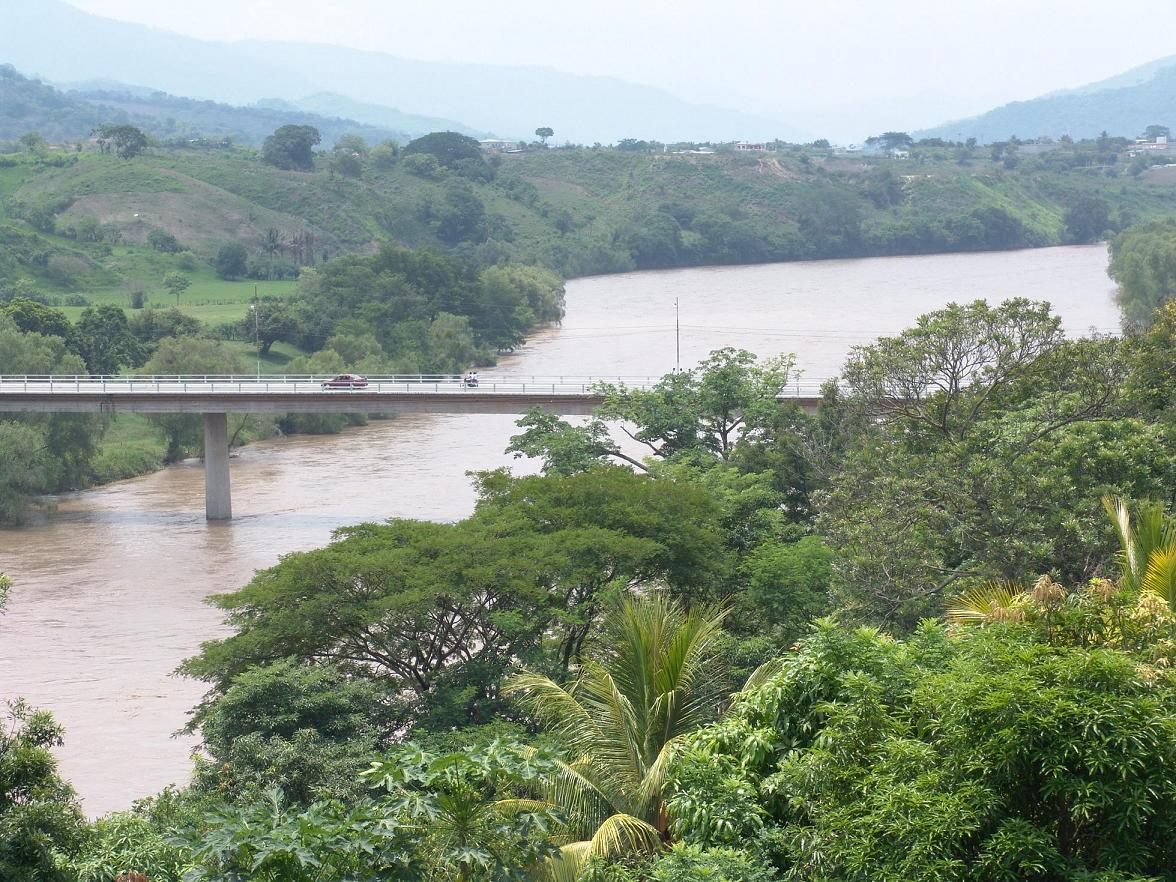
Río Motagua a su paso por Gualán en 2014.

### Viviendas
Al cabo de los años las casas de palma fueron sustituidas por construcciones más resistentes de bajareque y techo de palma de las personas más sencillas de la localidad, y por casas de adobe, de los más económicamente solventes. Por lo que fue evolucionando hasta llegar a convertirse en la actual aldea El Rosario, municipio de Río Hondo, Zacapa.  Los apellidos de las familias que originalmente poblaron la aldea son: Paz, Castañeda, Orellana, Madrid, Vargas, Cordón, Rivera, Paz, Chacón, Castañeda y Morales.

### La Carretera al Atlántico
Hasta el gobierno del coronel Jacobo Arbenz Guzmán (1951-1954), el principal medio de transporte en Guatemala era el ferrocarril, el cual era administrado por la International Railways of Central America (IRCA), y  tenía una línea férrea que pasaba por la aldea Choyoyó, cerca de El Rosario.  Para transporte menor, se utilizaba todavía la navegación por el Motagua y el camino de terracería que actualmente es la Carretera al Atlántico «Jacobo Arbenz», y que entonces se denominada «Carretera del Golfo»; esta sencilla carretera de terracería iba de la Ciudad de Guatemala hasta Los Amates en Izabal y fue originalmente construida durante el gobierno del general Jorge Ubico Castañeda (1931-1944), empleando para ello la mano de obra gratuita de los jornaleros de la región por medio de la ley de vialidad y de la ley de vagancia, las cuales obligaban a los jornaleros que no poseían tierras a cumplir cierto número de jornales en la fincas cafetaleras del país, y si no podían demostrarlo, entonces tenían que trabajar gratuitamente en la construcción de carreteras.  La carretera se construyó sin maquinaria pesada, y utilizando únicamente palas y piochas.
En ese entonces había muy pocos automóviles y las personas que contaban con recursos, utilizaban como medio de transporte las carretas tiradas por yuntas, para transportarse a las comunidades de Río Hondo, Zacapa, y a la estación ferroviaria de la aldea Choyoyó.  Para llegar a esta última, la carretas llegaban al Embarcadero de la Peña para luego pasar a Choyoyó, a orillas del Río Motagua.
Cuando el gobierno de Arbenz inició la construcción de la Carretera en 1950, llegó a El Rosario el coronel Rodolfo Ferro, al mando de un batallón de construcción. Y junto con él llegó también la energía eléctrica, que se conectó a su casa de habitación, y el primer televisor.  El coronel Ferro se estableció en El Rosario entre 1950 y 1953 y su batallón se encargó también de la construcción de la primera capilla católica de la localidad, la cual fue derrumbada por el Terremoto de Guatemala de 1976.

### La toma llanera
A fin de obtener un mejor sistema de riego los vecinos construyeron la llamada «toma llanera», la cual se iniciaba en la localidad de Pata Galana, atravesaba Valle Dorado y llegaba a El Rosario.

### La toma de agua del coronel Ferro
Para poder irrigar los campos de cultivo, los habitantes de El Rosario solicitaron al coronel Ferro que también construyera un canal de irrigación desde el río Motagua; se instaló una bomba de agua a la orilla del río y el agua se llevaba por el canal hasta las faldas de un cerro cercano, de donde luego se distribuía al resto de la localidad. Tomate era el principal cultivo de la localidad, y se producía en forma abundante, gracias al efectivo sistema de riego, que se distribuía por las principales zonas cultivables de la aldea.

## Educación
Hasta 1954, la educación en El Rosario era empírica: los niños aprendían a leer con El Libro de mantequilla y a escribir con métodos obsoletos. En ese año llegó a El Rosario la maestra Tránsito Rutilia Salguero Franco. Y de inmediato empezó a enseñar con los métodos más modernos de enseñanza, no solo a los niños sino también a los adultos que así lo requirieron.
En 1972, el profesor Ricardo Paz Cabrera fundó el IMPER, el primer instituto de educación secundaria básica en la localidad.

## Ciudadanos distinguidos
- Vitalina Orellana: abogada y jueza; electa como magistrada  a la Corte Suprema de Justicia de la República de Guatemala en 2014.